# Otto Robert Fricke
Otto Robert Fricke (Gladbach, 1895 – Lugano, 1950) è stato un chimico tedesco.
Docente all'università di Greifswald dal 1930 e all'università di Stoccarda dal 1935, fu autore del trattato chimico Idrossidi e Ossidi idrati (1937).